# 장공기념가

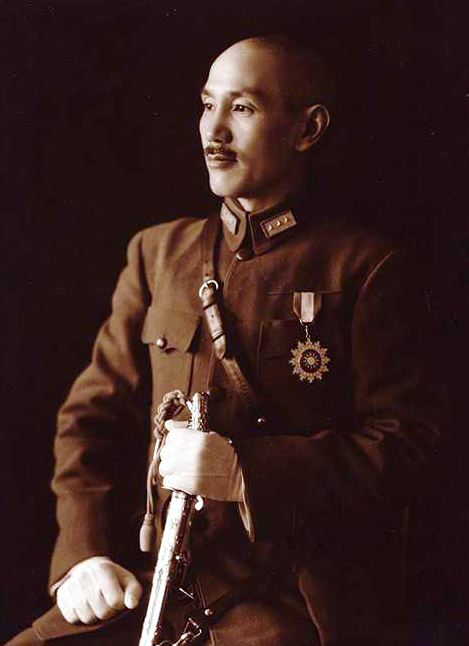
장개석

장공기념가(중국어: 蔣公紀念歌)는 중화민국의 총통이었던 장제스(蔣介石, 장개석)를 기념하는 곡이다. 3가지가 있는데, 그 중 장제스 총통이 사망한 1975년에 진효의(秦孝儀)와 황여우디(黃友棣, 황우체)가 작곡한 것과, 이후에 장링(張齡, 장령)과 리중허(李中和, 이중화)가 작곡한 것이 유명하다.
이 곡은 과거에 학교에서 의무적으로 암기되었으며, 학교 대항 합창 경연 대회 등으로 유명하였다. 그러나 1990년대 리덩후이(李登輝, 이등휘)가 총통으로 집권하면서 이 곡은 잘 불리지 않게 되었다. 그러나 지금도 대부분의 중화민국 사람들이 이 곡을 알고 있으며, 국립중정기념당(國立中正紀念堂)에서 매일 아침마다 연주되고 있다. 간혹 선거 운동에 이 곡을 사용하는 경우도 있다.

## 가사와 해석

### 판본 1
장령·이중화가 작곡한 곡 :
| “ | 總統 蔣公, 您是人類的救星, 您是世界的偉人 總統 蔣公, 您是自由的燈塔, 您是民主的長城 內除軍閥, 外抗強鄰, 爲正義而反共, 圖民族之復興! 蔣公, 蔣公, 您不朽的精神, 永遠領導我們 反共必勝, 建國必成, 反共必勝, 建國必成! | ” |

해석
총통 장공(장제스), 당신은 인류의 구원자요, 세계의 위인입니다.
총통 장공, 당신은 자유의 등대요, 민주의 장성입니다.
안으로는 군벌을 제거하고, 밖으로는 강한 이웃에 맞서고, 정의를 위해 공산주의에 반대하고, 민족의 부흥을 도모하셨습니다.
안으로는 군벌을 제거하고, 밖으로는 강한 이웃에 맞서고, 정의를 위해 공산주의에 반대하고, 민족의 부흥을 도모하셨습니다.
장공, 장공, 당신의 불후의 정신은 영원히 우리를 영도할 것입니다.
공산주의를 물리치고 건국을 반드시 이루겠습니다. 공산주의를 물리치고 건국을 반드시 이루겠습니다.

### 판본 2
진효의·황우체가 작곡한 곡:
| “ | 翳惟總統， 武嶺 蔣公， 巍巍蕩蕩，民無能名！巍巍蕩蕩， 民無能名！ 革命實繼志中山，篤學則接武陽明， 黃埔怒濤，奮墨絰而耀日星；重慶精誠，製白梃以撻堅甲利兵， 使百萬之眾輸誠何易，使渠帥投服復皆不受敵之脅從， 使十數刀殂帝國，取消不平等條約，而卒使之平， 使驕妄強敵畏威懷德，至今尚猶感激涕零。 南陽諸葛，汾陽子儀，猶當愧其未之能行！ 以新生活育我民德，以憲政之治植我民主， 以經濟建設厚我民生，以九年國民教育俾我民智益蒸。 倫理、民主、科學、革命、實踐，力行，中華文化於焉復興！ 奈何奸匪叛亂，大陸如沸如焚， 中懷饑溺，臥火抱冰，乃眷西顧，日邁月征。 如何天不悔(諱)禍，一旦奪我元戎，滄海雨泣，神州晦冥， 孤臣孽子， 攀木腐心！孤臣孽子，攀木腐心！ 化沉哀為震雷，合眾志為長風，縱九死而不悔，願神明兮鑒臨， 誓誅此大奸元惡，誓復我四明兩京， 誓弭此大辱慘禍，誓收我河洛燕雲。 錦水長碧，蔣山長青，翳惟總統，武嶺 蔣公， 巍巍蕩蕩，民無能名！巍巍蕩蕩，民無能名！ | ” |

해석
오로지 총통이니, 무령(武嶺)의 장공(蔣公)이여.
높고 커서, 백성들이 능히 이름하지 못하네! 높고 커서, 백성들이 능히 이름하지 못하네!
혁명은 실로 중산(中山)의 뜻을 잇고, 학문의 도타움은 왕양명의 무(武)를 접하니,
황포(黃埔)의 노도(怒濤), 묵질(墨絰) 드날리며 해와 별처럼 빛나고, 중경(重慶)의 정성으로, 흰 지휘봉 지어 견갑리병(堅甲利兵) 다스렸네.
백만의 무리에게 정성 쏟음이 어찌 쉬웠으랴. 악당의 우두머리로 하여금 투항케 하니, 다시는 적의 위협에 굴복하지 않았네.
십수 탄압자 제국(帝國)으로 하여금 불평등조약을 취소케 하여 병사들을 평안케 하고,
교만한 강적을 위엄있게 덕으로 감화시켜, 지금까지도 오히려 감격해 눈물 흘리게 하네.
남양의 제갈량도, 분양(汾陽)의 곽자의도, 오히려 그들이 능히 하지 못했음을 부끄러워하겠습니다!
신생활운동으로 우리의 민덕(民德)을 기르시고, 헌정의 다스림으로 우리에게 민주주의를 심으시고,
경제건설로 우리의 민생(民生)을 두텁게 하시고, 9년 국민교육으로 우리의 민지(民智)를 늘리셨습니다.
윤리, 민주, 과학, 혁명, 실천, 역행(力行). 중화문화는 어느새 부흥하였습니다!
어찌 간악한 도적은 반란하였나. 대륙은 끓는 듯 타는 듯,
배고픔과 물에 빠짐을 가운데 품고, 불 위에 누워 얼음을 끌어안네. 이에 서쪽을 돌아보고, 날마다 매진하고 달마다 나아갔네.
어찌하여 하늘은 화(禍) 주기를 꺼리지 않는가. 갑자기 우리의 사령관을 잃어버리니, 바다는 비를 내려 울고, 신주(神州)가 어두워지며,
고신얼자(孤臣孽子)는 나무를 끌어안고 마음을 썩이네! 고신얼자(孤臣孽子)는 나무를 끌어안고 마음을 썩이네!
가라앉은 슬픔은 진뇌(震雷)가 되고, 모인 뜻은 장풍(長風)이 되네. 아홉 번 죽어도 후회치 않으리니, 원컨대 신명이여 굽어 살피소서.
저 크고 간악한 원악(元惡) 베기를 맹세하고，우리 사명양경(四明兩京) 회복하기를 맹세하고,
이 대욕참화(大辱慘禍) 그치기를 맹세하고, 하락연운(河洛燕雲) 되찾기를 맹세합니다.
금수(錦水)는 오래도록 푸르고, 장산(蔣山)은 오래도록 녹음(綠陰) 짙네.
오로지 총통이니, 무령(武嶺)의 장공(蔣公)이여，높고 커서, 백성들이 능히 이름하지 못하네! 높고 커서, 백성들이 능히 이름하지 못하네!